# Лихтерфелд-Шаксдорф
Лихтерфелд-Шаксдорф (њем. Lichterfeld-Schacksdorf) општина је у њемачкој савезној држави Бранденбург. Једно је од 33 општинска средишта округа Елбе-Елстер. Према процјени из 2010. у општини је живјело 1.137 становника. Посједује регионалну шифру (AGS) 12062293.

## Географски и демографски подаци
Лихтерфелд-Шаксдорф се налази у савезној држави Бранденбург у округу Елбе-Елстер. Општина се налази на надморској висини од 117 метара. Површина општине износи 40,8 km². У самом мјесту је, према процјени из 2010. године, живјело 1.137 становника. Просјечна густина становништва износи 28 становника/km².

## Међународна сарадња
| Мјесто       | Држава    | Врста сарадње | Од    |
| ------------ | --------- | ------------- | ----- |
| Финстерволде | Холандија | контакт       | 2000. |
|              | Француска | партнерство   | 1962. |
| Нордборг     | Данска    | контакт       | 2000. |
| Извор        |           |               |       |